# Big Willie
A Big Willie a Little Willie tesztjármű tapasztalatai alapján újratervezett harckocsi-prototípus. A legtitkosabban kezelt tervezés során több fedőnévvel látták el: Water Carrier, amely név a W.C. rövidítés miatt átalakult Water Tank névvé, és ennek rövidítése a harckocsik ma is általánosan elterjedt tank megnevezése.

## Története
A Little Willie a javítások ellenére még mindig nem felelt meg a Landship Bizottság követelményeinek, így W. G. Wilson hadnagy javaslatára nagyobb méretű, a test teljes hosszán körbefutó lánctalpakkal szerelték fel, így megnőtt a jármű stabilitása. Az így kialakított harcjármű elnyerte közismert romboid alakját, ez lett Big Willie, vagy Mother (Anya). A prototípust 1916. január 26-án mutatták be, és már 1916 szeptemberében a Mark I harckocsik tucatjait vetették be a sommei fronton.
A tervezés során gondot okozott a fegyverek elhelyezése, illetve már annak a kérdésnek az eldöntése is, hogy egyáltalán milyen fegyverzetet telepítsenek a harckocsira, és azt hová és hogyan. Végül mindkét felvetett elképzelést megvalósították: a fegyver elhelyezésére szolgáló erkélyt két változatban építették, az egyikbe löveget és géppuskákat, a másikba csak géppuskákat helyeztek el. A löveges változat kiegészítő neve ettől Male, a csak géppuskásé Female. A löveges változatnál a harckocsiágyú mozgathatósága igen korlátozott volt, a közvetlen előre-iránytól legfeljebb 25-30°. Csak a Mark IV. változatnál cserélték le a löveget rövidebb csövű változatra, és a Mark VIII. verzióig kellett arra várni, hogy a löveg külön fegyverfészket kapjon, amely az erkélytől függetlenül mozgott, és a lőirányzás kiterjedt a 90°-os irányzási lehetőségre.
Mivel az Admiralitás a harckocsikat kifejezetten a lövészárkok és géppuska-fészkek leküzdésére hozta létre, az élőerő és a nem-, vagy könnyen páncélozott célok ellen a Vickers és Hotchkiss géppuskák hatásosak voltak. A löveges változatra 1917-ig, a német A7V megjelenéséig tulajdonképpen nem is volt szükség.